# Pieter Toens
Pieter Toens (Haarlem, 17 maart 1724 – Hoogezand, 10 januari 1802) was een politicus ten tijde van de Bataafse Republiek.

## Familie
Toens was een zoon van Simon Eduards Toens, eigenaar van een spinnerij te Haarlem, en van Geesje Pieters Suiker. Hij trouwde met Hillegonda Mabé (1716-1757) en na haar overlijden met Anna Reckmann/Reekman (1733-1809). Uit het eerste huwelijk werden zeven kinderen geboren, uit het tweede vijf.

## Loopbaan
Toens was winkelier in stoffen en katoen in Haarlem (1746-1749), hij had een weverij (1749-1751) en garentwijnderij (1751-1757). Hij was van Doopsgezinde huize en was vermaner (1753-1757) in de Dantziger oud-Vlaamse kerk in Haarlem. Met zijn neef Pieter Loos dreef hij een fabriek (1757-1775) voor geweven kanten en langetten. Van 1765 tot 1775 handelde hij daarnaast in bloemen. In 1776 vestigde Toens zich te Hoogezand, waar hij een kalkbranderij had.
Na de Bataafse omwenteling speelde Toens mee op het politieke toneel. Hij was lid van de Vergadering van provisionele representanten van het Volk van Groningen (vanaf 1795), lid van de Tweede Nationale Vergadering (1797-1798), lid van de Constituerende Vergadering (1798) en lid van de Tweede Kamer (1798) van het Vertegenwoordigend Lichaam.
Toens overleed in 1802, op 77-jarige leeftijd.